# Jef Dominicus
Jef Dominicus (Ossendrecht (Nederland), 13 april 1913 - Anderlecht (België), 8 december 2001) was een Nederlands wielrenner die in België woonde. Hij nam tweemaal deel aan de Ronde van Frankrijk.

## Loopbaan
Dominicus kwam op jonge leeftijd naar België en ging er in de buurt van Brussel wonen. Als onafhankelijke won hij in 1937 de zevende rit in de Ronde van België voor onafhankelijken en het criterium van Edingen.
In 1938 werd Dominicus profwielrenner. Hij nam in zijn eerste seizoen al onmiddellijk deel aan de Ronde van Frankrijk maar werd er uitgesloten na de achtste rit omwille van het overschrijden van de tijdsgrens. Het jaar daarop werd Dominicus opnieuw geselecteerd voor de Tour. Hij eindigde hierin op de 39ste plaats op 2 uur en 43 minuten van eindwinnaar Gino Bartali.
Zijn carrière werd echter afgebroken door de Tweede Wereldoorlog. Na de oorlog was hij nog wielrenner tot in 1950 maar hij kon zijn vooroorlogse prestaties niet meer evenaren.
Na zijn wielercarrière begon Dominicus een fietsenzaak in zijn woonplaats Anderlecht.

## Familie
Dominicus was gehuwd met de Nederlandse revue- en operettezangeres Belia van Lier. Zangeres Tonia, die België vertegenwoordigde op het Eurovisiesongfestival 1966, is zijn dochter.

## Belangrijkste overwinningen
1937
- 7e etappe Ronde van België voor onafhankelijken

## Resultaten in voornaamste wedstrijden
| Jaar | Ronde van Italië | Ronde van Frankrijk | Ronde van Spanje |
| ---- | ---------------- | ------------------- | ---------------- |
| 1938 |                  | uitgesloten         |                  |
| 1939 |                  | 39e                 |                  |
| 1941 |                  |                     |                  |
| 1942 |                  |                     |                  |

| Jaar | Ronde van Vlaanderen | Luik-Bast.‑Luik | Waalse Pijl |
| ---- | -------------------- | --------------- | ----------- |
| 1938 |                      | 38e             |             |
| 1939 | 36e                  |                 | 25e         |
| 1941 |                      |                 | 19e         |
| 1942 |                      |                 | 19e         |